# Левицький Михайло Васильович (поет)
Миха́йло Васи́льович Леви́цький (16 березня 1948, село Пукеничі Стрийського району Львівської області  — 11 квітня 2018, Тернопіль)  — український поет, перекладач, художник. Член Національних спілки письменників України (від 1981) та спілки художників України (від 1996), депутат Тернопільської обласної ради І скликання (1990—1994).
Співзасновник, перший голова першої в Україні крайової організації НРУ, член Великої Ради НРУ.

## Життєпис
Михайло Левицький народився 16 березня 1948 року в селі Пукеничі Стрийського району Львівської області. У рідному селі закінчив початкову, а в сусідніх Лисятичах — середню школу. Відчуваючи потяг до друкованого слова, вступив на факультет журналістики Львівського університету. Після першого курсу продовжив навчання у Дрогобичі. Закінчив у 1984 році філологічний факультет Дрогобицького педагогічного інституту (нині Дрогобицький педагогічний університет).
Від 1984 року проживає в Тернополі. Працював у редакції газети «Відродження» (нині «Свобода»), художньому комбінаті.
Помер 11 квітня в Тернополі, похований у рідному селі.

## Творчість
Ще осені дорого я заплачу

За білі поля, за наївність і впертість,

Та я не боюсь. Безголово лечу.

Я – сніг, що наважився випасти першим…
«Перший сніг» (1989)
Перший вірш Михайло Левицький надрукував чотирнадцятирічним школярем у газеті «Зірка», завдяки чому його преміювали путівкою в табір «Молода гвардія» — як найкращого юного кореспондента та художника.
1979 року у львівському видавництві «Каменяр» вийшла перша книга Михайла Левицького «Мамині перепілки». У січні 1981 року він став членом Спілки письменників України.
Автор збірок:
- «Мамині перепілки» (1979),
- «Світ околиць» (1986),
- «Ранок» (переклад з Миколи Рубцова, 1986),
- «Я завжди був закоханий в дерева» (1993, художнє оформлення автора),
- «Сніг горів од снігурів» (1992),
- «Великдень» — вірші для дітей (1993),
- «Вівторок» (1994, художнє оформлення автора),
- «Де ростем, там мусимо цвісти» (1998),
- «Відгомоніла золота діброва» (переклад із Сергія Єсеніна),
- «З останньої пелюстки літа» (2004, ілюстрації автора).

## Відзнаки
- Лауреат премії імені Іванни Блажкевич.
- Орден «За мужність» 3-го ступеня (2009)[1].